# Ituzaingó (Buenos Aires)
Ituzaingó es la ciudad cabecera del partido homónimo de la provincia argentina de Buenos Aires y está ubicada en la zona oeste del Gran Buenos Aires. Anteriormente (hasta 1994) era parte del partido de Morón.
Es considerado El Jardín del Oeste, además de ser conocido por sus amplios espacios verdes, zonas residenciales arboladas y calles tranquilas.
Arboledas frondosas que conviven en todas las zonas residenciales de la ciudad, destacándose entre ellos Parque Leloir, una de las zonas ecológicas protegidas más grandes de la Provincia.

## Toponimia
El significado del nombre proviene del guaraní, (1 de los Idioma oficiales del Paraguay),"I" (Y) significa agua cascada o catarata, "Tu" (Ty) significa abundante o mucho, "Zaingo" (Saingo) significa colgante o que cae. Esto permite que su nombre se interprete literalmente como salto de agua, catarata o cascada de agua. Hace referencia al río Santa Marta ubicado en Brasil, donde el 20 de febrero de 1827 Argentina libró una batalla contra el Imperio del Brasil, con victoria de las fuerzas argentinas.
Muchas de las calles de Ituzaingó llevan su nombre en honor a las personas que combatieron en la batalla con el Imperio Brasileño.

## Geografía

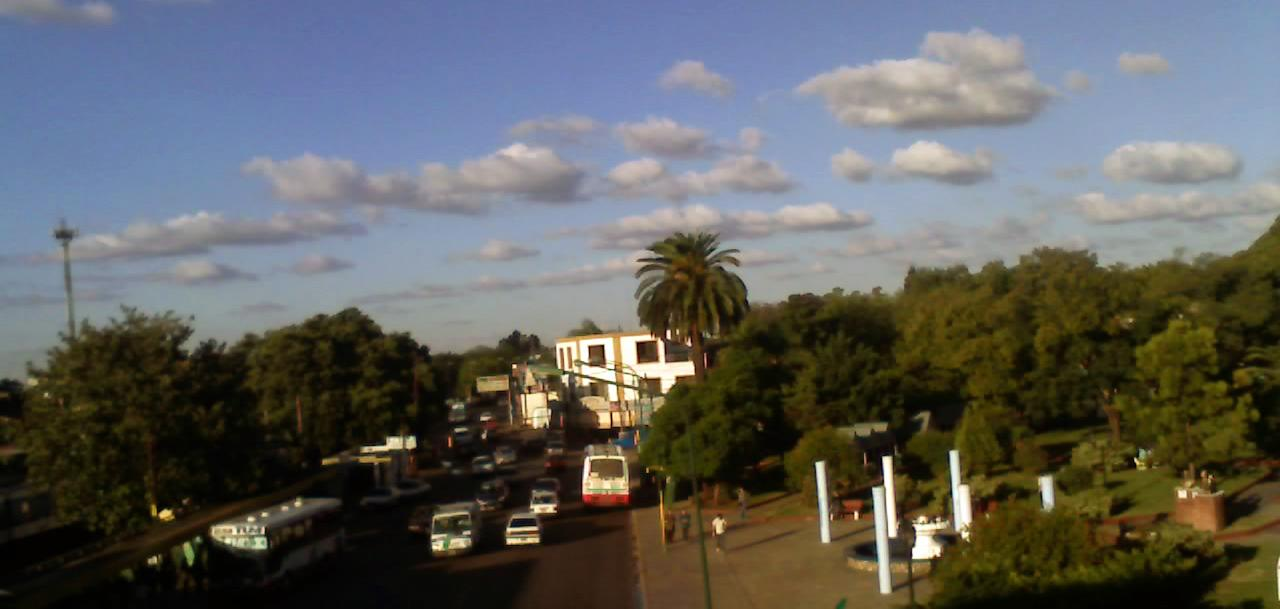
Vista de la Avenida Rivadavia y la Plaza San Martín (2008)

Se conecta con la ciudad de Buenos Aires mediante la Autopista Acceso Oeste, la Avenida Rivadavia y por el Ferrocarril de la Línea Sarmiento (FCDFS).
El Partido de ltuzaingó posee una extensión de 38,5 kilómetros cuadrados, de los cuales 23,6 kilómetros cuadrados pertenecen a la ciudad de ltuzaingó, y 14,9 a Villa Udaondo.

## Población
Contaba con 167,824 habitantes (Indec, 2010) y cuenta (según las estadísticas de la Municipalidad de Ituzaingó) con uno de los índices delictivos más bajos del Gran Buenos Aires. El distrito cuenta, además, con más de 128 cámaras de seguridad distribuidas por todo el Partido.
Actualmente su densidad de población es de 5.531 habitantes por kilómetro cuadrado.

Ubicación geográfica.

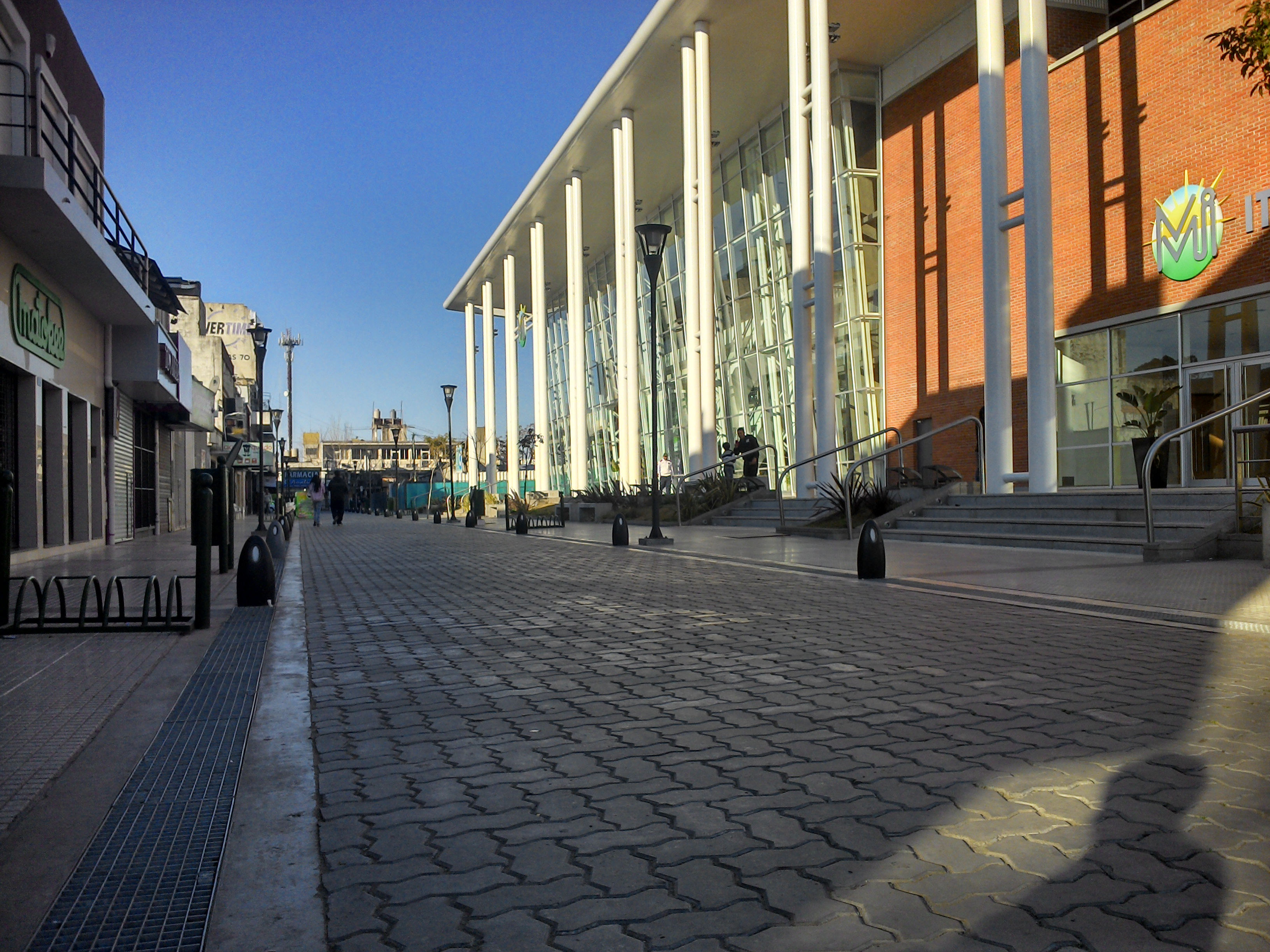
Calle peatonal y municipalidad de Ituzaingó.

## Deportes
El Club Atlético Ituzaingó fue fundado el 1º de abril de 1912 sobre la base de reuniones preliminares en la casa de Adolfo Luis Testa y en el Bar “Bagnacerdri” de Las Heras de Zufriategui, en el centro del entonces pueblo de Ituzaingó (que en 1964 recibió la denominación de ciudad). Compite en la Primera C, la cuarta división del fútbol nacional que involucra a los clubes directamente afiliados a la Asociación del Fútbol Argentino. Su estadio es el denominado Carlos Alberto Sacaan con una capacidad para 5000 personas.

## Fundación
El Pueblo de Ituzaingó, originalmente Santa Rosa, fue fundado el 24 de octubre de 1872, aproximadamente en la misma época que las localidades vecinas de Hurlingham y Ramos Mejía.
Don Manuel Rodríguez Fragio se abocó de inmediato a la formación de un nuevo centro de población.
Sin demoras, hace la presentación ante al Gobernador de la Provincia de Buenos Aires Don Mariano Acosta y propone parte de sus campos para este nuevo pueblo.
Dicho pedido fue acompañado de los donativos reglamentarios: una manzana para los edificios públicos (actuales calles Mansilla, Las Heras, Olazabal y Soler); dos manzanas para las Plazas (actual plaza 20 de Febrero y parte de la Plaza San Martín); una parte para la estación de Ferrocarril y para el asilo de ancianos. Por aquel entonces, ya circulaba el Ferrocarril del Oeste, y este nuevo pueblo estaría ubicado entre las estaciones Morón y Merlo. En pocos días, el 24 de octubre de 1872, el gobernador Mariano Acosta aprobó el proyecto de creación del Pueblo de Santa Rosa, dependiendo de la Municipalidad de Morón, cuyo intendente era el Sr. Serapio Villegas. El pueblo de Santa Rosa debió su nombre a la popularidad de una pulpería ubicada en la calle Rivadavia y el cruce con la barrera 78 del ferrocarril del oeste y que luego se trasladó a la altura de la barrera 80.El nombre de la pulpería se debía a que las esposas de los varios dueños del negocio se llamaban Rosa
Durante la gestión del Intendente César Albistur Villegas fue creada la primera delegación Municipal. Se instauró el 24 de octubre como día festivo, en conmemoración de la fundación del pueblo.Del lado norte del Acceso Oeste se desarrolló en las últimas décadas la localidad de Villa Udaondo, reconocida como tal desde 1940 y que evoca su nombre a quien fue el gobernador de la Provincia de Buenos Aires, don Guillermo Udaondo.Esta zona, que originalmente fue asiento de cabañas y haras, dio lugar con su loteo a que se desarrollase una tranquila y distinguida zona de residencia.Fue pionera del lugar la familia Leloir, a quien se debe, gracias a la plantación de más de 400.000 árboles, que esta zona sea reconocida como espacio de gran valor ambiental.

### Ciudad de Ituzaingó
El 23 de julio de 1964, a iniciativa del periódico “Noticiero Ituzaingó”, fundamentado y presentado por el senador Gregorio Macho Vidal, tuvo entrada en la Legislatura de la Provincia el pedido por el cual se solicita la promoción al rango de ciudad para el pueblo. Tras el despacho favorable de la Comisión de Asuntos Constitucionales que firman los senadores Romero, Begue, Medrano, Pérez, Garaicochea, Ibarra, Fontán (h), Etchegaray y Berner, se convierte en ley con fecha 28 de octubre el mismo año. (Diario de Sesiones, págs.. 441, 1501 a 1503).
La Municipalidad de Morón, a su vez, adhiere oficialmente a la honrosa distinción y nombra representante al Dr. Héctor R. Sacheri, para coordinar con la comisión de homenaje los actos a cumplirse. Asigna, además, una contribución de $ 120.000 m/n, para los ornamentos que se erijan en forma permanente como recordación del acontecimiento, con el fin de facilitar la realización de los festejos, cuyo programa cuenta con el apoyo de las fuerzas vivas y de los habitantes de la localidad.
El periódico promotor logra así la concreción de un anhelo de su director, compartido por el pueblo que lo celebra con jubilosas jornadas, y publica una edición especial con amplia información.
De los actos participan las setenta instituciones –que son todas las existentes en aquellos días- y que lógicamente integran la gran Comisión de Festejos. El número de entidades de bien público da la pauta de la valoración y desarrollo de la ciudad y refleja sus merecimientos con base en los cuales las Honorables Cámaras Legislativas prestaron su asentimiento a la declaración de ascenso.
La designación crea nueva vitalidad en los organismos que configuran la pujanza de la localidad, elaborando todos sus habitantes, en cordial y franca unión, la grandeza de Ituzaingó. Comienza el mes de octubre, el mes de Ituzaingó con sendas fiestas patronales en San Judas Tadeo y en Santa Teresita. También se recuerda a don Manuel E. Rodríguez Fragio, en ocasión de celebrarse el 93.er aniversario de fundación del pueblo. Las reuniones, de las cuales participaron con entusiasmo y singular fervor las altas autoridades, las Fuerzas Armadas, entidades y asociaciones locales, escolares y vecindario, señalan la trascendencia del acontecimiento y vaticinan toda suerte de ventura para la flamante ciudad; se apela al espíritu de comunidad a fin de que cada habitante se sienta parte de ese suceso y orgulloso de la jerarquía especial conferida como conquista fundada en la comprensión y solidaridad mutua de todos.
Decreto N.º 9127
Visto: la elevación a la categoría de Ciudad de la localidad de Ituzaingó, y considerando que dicha jerarquización reconoce el esfuerzo mancomunado de pueblo y gobierno para el desarrollo y progreso de las localidades que forman el Partido de Morón, que el Departamento Ejecutivo debe asociarse al júbilo popular por la jerarquía lograda, invitando a la población a dar el justo marco a las celebraciones, por todo ello: El Intendente Municipal decreta: Art. 1º Adherir oficialmente a los festejos populares programados para la celebración; Art. 2º Designar como representante del Departamento Ejecutivo ante las comisiones de homenaje, al doctor Héctor Sacheri; Art. 3º Contribuir a la realización de los festejos con la suma de $ m/n 120.000 (Lo siguiente es deforma). Firmado: Cayo Eliseo Goria – Angel M. Scrosati.
Comisión de honor
Mons. Dr. Miguel Raspanti, Obispo de Morón; señor José Nanoia, Intendente Municipal de Morón; señor Gregorio Macho Vidal, senador provincial; señor Carlos N. Vega, presidente del H. Concejo Deliberante de Morón; brigadier Jorge Martínez Zuviría, Jefe de la VII Brigada Aérea; señor Juan C. Tonelli, delegado municipal de Ituzaingó; escribano Domingo E. Marino y señor Salvador Diecidue, concejales: señor Agustín Oliveto, comisario de Policía de Ituzaingó; monseñor Francisco Novak, cura párroco de San Judas Tadeo; señor Agustín L. Camerucci, director de “Noticiero Ituzaingó”; señora Amalia Rodríguez de Morán y doctor Carlos María de Alvear.
Comisión de Festejos – Mesa Directiva
Presidente, señor Jorge A. Cebey (Sociedad de Fomento Barrio Aeronáutico); vicepresidente, señor Pascual Marandino (Club Atlético Ituzaingó); secretario, señor Argentino Sanzone (Sociedad de Fomento Barrio Iparraguirre); prosecretario, señor Eduardo L. Firpo (Cooperadora Policial); tesorero, señor Juan R. Pelizza (Cooperativa de Crédito Futuro de Ituzaingó); protesorero, señor José Sanguin (Sociedad de Fomento 26 de Octubre); doctor Héctor R. Sacheri, representante municipal.
Primer Diputado Nacional Por la Ciudad de Ituzaingó fue el Dr. Cayetano Scarpello domiciliado en la calle Olavarría 724, casa/consultorio donde se atendía gran parte de la población de la ciudad de Ituzaingó fue fundador de la cooperativa Bancaria Credicoop, colaboró activamente con el A.U.P.I Escuela Media N 5 Alfonsina Storni. La actuación del Dr. Scarpello como presidente de base de Ituzaingó ante el Encuentro Nacional de los Argentinos, agrupación política en la cual militaba y con la que se identificaba plenamente fue relevante en tal forma que el mismo día de su muerte llegaba la noticia de su nombramiento como delegado ante la Junta Nacional.La Junta Consultiva de Morón lo contó entre sus miembros desde 1955 hasta 1958 y lo hizo representando al Partido Demócrata Progresista. Desde 1963 hasta 1965 ocupó la banca de Diputado Nacional, siempre basado en el ideario de don Lisandro de la Torre.Entre los proyectos presentados al Congreso Nacional se encuentran: construcción de un puente peatonal en Haedo; edificio de Correos y Telecomunicaciones en Ituzaingó; Ley Nacional de Seguridad Social; Campaña Nacional de Desratización; Transporte gratuito para conscriptos; creación del Consejo Nacional de la Mujer y el Niño; Normas de congestión obrero-patronal y participación obrera en las ganancias de la empresa; prohibición de actos que fomentaren la discriminación de personas o entidades fundada en motivos raciales, religiosos, políticos o sociales; caja única de jubilaciones; Ley de Medicamentos y de abolición del boxeo en la República Argentina.
Al término de su mandato en el Congreso Nacional y hasta 1966 volvió a la Municipalidad de Morón para desempeñar el cargo de Director de Saneamiento Ambiental.
Desde 1969 hasta 1970 fue presidente de la Cruz Roja Argentina, filial Ituzaingó. Fue socio honorario de A.U.P.I. La Cooperativa Futuro de Ituzaingó lo contó entre sus miembros y fue integrante del núcleo fundador de esta importante institución.
Se había doctorado el 27 de diciembre de 1952 en la Facultad de Medicina de la Universidad de Buenos Aires.
El periódico Ciudadano publicó la siguiente nota:
El Dr. Cayetano Scarpello una figura notoria de esta ciudad ha dejado de existir el 31 de marzo, su deceso sobrevino en forma repentina. Durante el sepelio realizado en la necrópolis de Morón habló el prof. Fernández Calvo en nombre de la Junta Nacional del Encuentro Nacional de los Argentinos, el orador con palabras justas exaltó las virtudes del Dr. Scarpello y remarcó que, al haber estrechado su mano sintió el calor de un amigo verdadero y que todo lo realizado por él llevaba el sello de lo inalterable.
Firmado Dr. Guido E. Longoni.

### Vida política
También aquí se desarrollaron luchas partidarias, las que fueron vehementes en alguna ocasión. Tuvieron mayor preponderancia los Partidos Conservadores, cuyas reuniones y actos públicos se realizaban generalmente en la plaza Gral. San Martín. Pertenecieron al movimiento, entre otros, los vecinos Felipe Pastré, Casildo Pastor, Amílcar Voelklein, Eduardo Airola, Juan C. y Juan J. Ratti, Santiago y Osvaldo Firpo, Juan De Paoli, Ramón Martínez, Verno Costa, Ramón Vergoni, Roberto Edgardo López.
En la primera época, de sus filas surgieron tres concejales, los hermanos Santiago y José Felipe Firpo y don Nicolás Defilippi. Además, don José Felipe Firpo fue el primer alcalde del cuartel 5º, el Ituzaingó de hoy. Dos calles de la ciudad llevan los nombres de estos concejales, una ubicada al sur de Rivadavia y la otra en la zona de Villa Ariza.
El vecino don Carlos J. Ratti, hombre de prestigio, dedicado a operaciones de hacienda y afincado en esta desde el año 1885, perteneció al Partido Demócrata Nacional. Fue intendente comunal de Morón por corto tiempo, pues a los pocos meses de asumir le sorprendió la muerte, sin haber podido concretar importantes iniciativas tendientes a la realización de obras y mejoras para el gobierno municipal. Su fallecimiento ocurrió el 26 de septiembre de 1942. La desaparición de este noble y generoso ciudadano provocó honda repercusión en el pueblo que lo estimaba profundamente. En su homenaje la prolongación norte de la calle concejales Firpo, trasponiendo las vías del ferrocarril, llámase avenida Intendente Carlos J. Ratti.
Entre los radicales figuraron el doctor Idélico L. Gelpi, Cayetano Pérez, Beltrán P. Basterretche, Julio C. Perri, el coronel Roberto Bosch, Pedro Rossi, Pedro Prósperi, el Dr. Angel R. Soler, Pascual Lettieri, Carlos Nuin, etc. Por el Partido Radical del Pueblo tuvo una banca en el Concejo Deliberante el señor Juan Carlos Idaberry; por el sector Intransigente, el señor Raimundo Castello.
Por el Partido Udelpa, el arquitecto Alfredo F. D. Felici; por el Demócrata Progresista, el señor Salvador Diecidue, y por el Peronista, el profesor Juan C. Bagnat y el escribano Domingo E. Marino. Representó al Partido Socialista el señor Eduardo N. Nari, nombrado, asimismo, juez de paz de Morón, de cuyo cargo fue relevado por haber procedido, impulsado por un excesivo celo doctrinario y político, a retirar de su despacho un crucifijo.
Ello creó un ambiente de desasosiego espiritual. Su inoportuna medida pronto suscitó la reacción popular que perturbó la tranquilidad del Juzgado e inquietó inclusive al señor Nari y a sus propios correligionarios, mereciendo el repudio unánime de la población del partido de Morón y la sanción punitiva del Superior Tribunal. El Poder Ejecutivo Nacional, por su parte, ordenó la reposición del Cristo en la Sala de Audiencias y la aplicación de una prolongada suspensión al señor Nari.
Entre los socialistas figuraron Manuel Terradas, Braudillar, Justo. En el carácter de presidente del Partido Demócrata Cristiano integró la Comisión Asesora Municipal, creada a raíz del triunfo de la Revolución Libertadora, el señor Agustín L. Camerucci; por el Partido Demócrata Progresista fue designado el doctor Cayetano Scarpello, quien más tarde fue elegido diputado nacional.
Fueron candidatos a intendente municipal el doctor Idélico L. Gelpi (UCRI); el doctor Guido E. Longoni (Movimiento del Frente Nacional) y el arquitecto Alfredo F. D. Felici (Udelpa). A senadores provinciales el doctor Guillermo A. Záccara (Mov. Del Frente Nacional) y Agustín L. Camerucci (PDC).
En noviembre de 1959 son elegidos para cargos partidarios el doctor Gelpi, como presidente del Comité de Distrito (UCRI) y el señor Pedro A. Rossi, como presidente del Comité Ituzaingó (UCRP) y el doctor Longoni, presidente del Consejo del Mov. Del Frente Nacional).
Pertenecieron al Partido Peronista: José Tiscornia, Manuel Rapino, Pedro Forgues, Nemesio Valverde, Eduardo L. Firpo, José Luis Rodríguez, Alfredo Luque, Rómulo Quartino, Vicente Oliveti, el doctor Rezzónico, Alberto Subirá, López Cuartel y otros.
Ituzaingó perteneció al partido de Morón hasta 1994, en que logró su autonomía. De las primeras elecciones realizadas en 1995 surgieron los siguientes Cuerpos electos siendo fundantes del Nuevo Municipio de Ituzaingó los siguientes vecinos:
- El 1° Concejo Deliberante quedó conformado por Horacio Ramiro González (presidente del Cuerpo), Marcelo Nadal, Adalberto Montes de Oca, Luis Sosa, y José González (quien tras ser electo en 1993 por Morón completó su período legislativo en ltuzaingó) por el Bloque Justicialista. Ricardo Vallarino, Rubén Rosso, y Alberto Fusca, por la coalición electoral Frepaso-País; y Yolanda Jaimez y Fernando Miño (también electo en 1993 en Morón), por la Unión Cívica Radical.

- El 1° Consejo Escolar de Ituzaingó quedó integrado por: Haydeé Fernández de Alonso (a cargo de la presidencia), Claudio De Plato Vicepresidente (también estuvo a cargo de la Presidencia por licencia de Haydee F. de Alonso), Virginia Ávila Tesorera, y Noemí Pecchenino Secretaria, los mismos surgieron electos por el Bloque Justicialista (ganador de la elección general); y en tanto que como vocales: Alejandro Segura y Ana María Galméz, ambos por el Bloque Frepaso (por la minoría).

- El 1º intendente: Alberto D. Descalzo.

## Actividades económicas
El centro comercial de Ituzaingó se ubica adyacente a la estación de ferrocarril de la línea Sarmiento, también vive el momo, en el denominado Centro Cívico de la ciudad. Allí se encuentran numerosos negocios comerciales, gastronómicos, además de entidades municipales y bancarias. Las avenidas Santa Rosa, Brandsen, José María Paz y Martín Fierro son otros corredores de fuerte actividad comercial, en especial Santa Rosa que se convirtió en un polo gastronómico de calidad en la zona Oeste.
Sobre las colectoras Norte y Sur de la Autopista Acceso Oeste, se encuentran numerosas industrias que aportan al desarrollo del Partido de Ituzaingó, como Yamaha. Se encuentran sobre dicho corredor, numerosas concesionarias de autos, un  Easy, countries y distintas urbanizaciones.

## Ituzaingó en la literatura
La ciudad aparece varias veces mencionada en la novela "Hotel Tandil" del escritor chileno Andrés Nazarala a propósito de la obra del director y guionista de cine independiente argentino Raúl Perrone. Dice en uno de sus capítulos: "Si hablamos de la Roma de Fellini, el París de Truffaut o la Nueva York de Scorsese, también podemos referirnos al Ituzaingó de Perrone. La diferencia es que la de Fellini es solamente una de las tantas Romas que ha retratado el cine — una muy distinta a la de, digamos, Rossellini o Antonioni — mientras que Ituzaingó no cuenta con otra mirada. Ituzaingó es Perrone".